# Statuti antichi di Avezzano

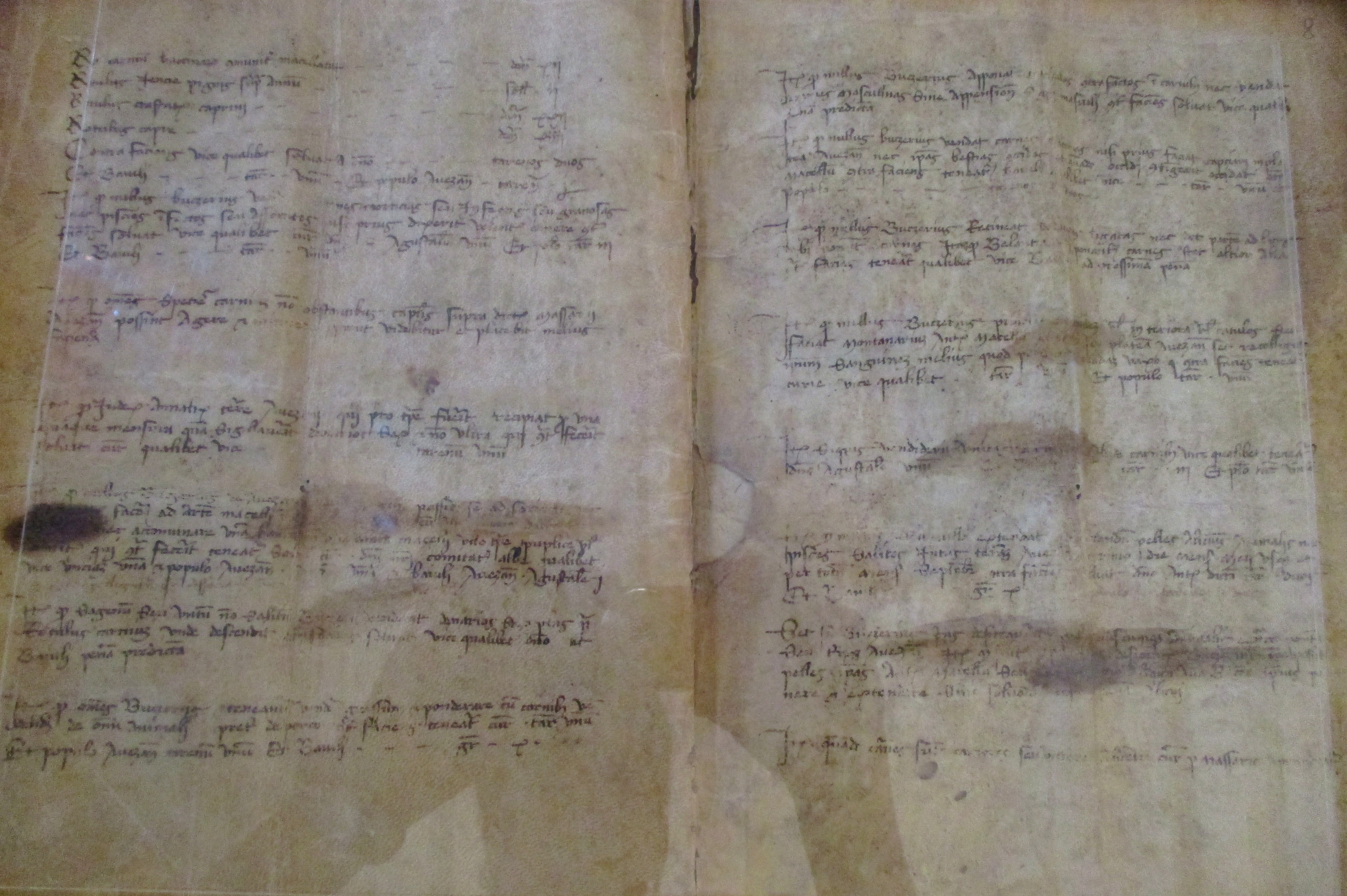
Statuti antichi di Avezzano

Gli Statuti antichi di Avezzano (in latino Statuta Universitas dicte Terrae Avezanij) sono una raccolta di regole promulgate, forse nella seconda metà del XIV secolo, per regolamentare i vari aspetti della vita pubblica cittadina. Si tratta del più importante documento dell'universitas medievale  di Avezzano. 

## Contesto storico
La nascita degli Statuta risale al 1183, anno della pace di Costanza sottoscritta da Federico Barbarossa e i comuni medievali della Lega Lombarda a cui il sovrano riconobbe l'indipendenza di legiferare e di eleggere i propri rappresentanti, previo il riconoscimento delle strutture feudali che quindi mantennero il potere di confermare norme e decisioni. La diffusione degli statuti comunali nel centro-sud Italia fu più lenta per motivi storico-geografici, culturali e anche per le più difficili condizioni socio-economiche. All'epoca Avezzano risultò inclusa nella contea di Albe poco dopo riunita nuovamente, insieme a quella celanese, nella contea dei Marsi. Il territorio avezzanese si contraddistingueva per i villaggi sparsi che solo successivamente si accorparono per motivi logistici intorno alla località Pantano formando la cittadella medievale. Questa crebbe a causa delle probabili devastazioni angioine di Albe e Pietraquaria che sarebbero state depredate e pressoché abbandonate all'esito della battaglia di Tagliacozzo del 1268. Carlo I d'Angiò salito sul trono napoletano rimosse i simboli svevi ordinando la distruzione di sigilli e documenti e introdusse la nuova moneta, il carlino d'oro, abolendo così gli augustali, monetazione della precedente epoca federiciana.
Nella seconda metà del Trecento, in piena espansione urbanistica, avvenne il sacco di Avezzano ordinato dal duca di Andria, Francesco I del Balzo. La città fedele al cognato e avversario di costui, Filippo II d'Angiò principe di Taranto, fu fatta devastare per ritorsione dal condottiero Ambrogio Visconti a capo di 12.000 scorridori.
In seguito alla pestilenza e alla devastazione del XIV secolo fu avviato il risanamento urbano con cui si concluse il processo di aggregazione dei villaggi situati sul bordo nordoccidentale del lago Fucino. Secondo alcuni storici fu in questo periodo, nella seconda metà del Trecento, che la comunità di Avezzano, tra le prime in Abruzzo, si dotò di un complesso di norme giuridiche autonome ius proprium civitatis.

## Aspetti generali
I 24 documenti in pergamene (27,5 x 21,4 cm con circa 1 centimetro di spessore) e i tre fogli su carta furono scritti da autore o autori ignoti in latino con l'utilizzo di alcuni caratteri longobardici. Alcuni piccoli disegni sono posti in corrispondenza di determinati articoli per richiamare l'attenzione dei lettori. 
La prima trascrizione fu resa nel 1880 dal filologo classico Girolamo Amati incaricato dall'allora deputato del Regno d'Italia e sindaco di Avezzano, Emanuele Lolli.
Lo storico e assessore comunale Tommaso Brogi effettuò una seconda trascrizione con la traduzione del testo pergamenaceo e cartaceo pubblicando nel 1894 la monografia intitolata Frammenti degli statuti antichi della Università di Avezzano. Colle conferme della curia baronale. Tradotti e annotati. Nell'opera Brogi ritiene mancanti più parti originali, alcune prime pagine e soprattutto l'intestazione che avrebbe potuto consentire la datazione del complesso normativo.
Nel 1955 il senatore e sindaco di Avezzano, Angelo Donato Tirabassi fece richiedere all'Archivio di Stato di Roma la riproduzione in fotocopie, la microfilmatura e alcuni fotogrammi delle antiche pergamene. Il lavoro, compiuto dal centro microfotografico degli Archivi di Stato Italiani, fu terminato nei dicembre del 1957.
Successivamente l'opera originale fu ritenuta smarrita, o addirittura rubata.
Nel 1987, durante le operazioni di riordino dell'archivio storico comunale, la Soprintendenza archivistica e bibliografica dell'Abruzzo e del Molise, ritrovò il materiale pergamenaceo originale e anche il cartaceo. 
Sin da subito lo storico Mario Di Domenico poté confrontare le copie con le pergamene originali, chiarendo che risulta mancante solo il primo foglio, riuscendo inoltre a riordinare in base alla numerazione leggibile o rintracciabile di gran parte dei fogli tutta l'opera. Nel 1989 realizzò il volume intitolato Gli statuti antichi di Avezzano. Aspetti giuridico-economici.
Lo statuto antico è risultato ufficialmente vigente fino all'anno 1578.

## Fonti

### Archivi e biblioteche
- Biblioteca del Senato della Repubblica "Giovanni Spadolini"
- Archivio di Stato di Roma
- Sezione di Archivio di Stato di Avezzano
- Archivio storico comunale di Avezzano

### Versioni a stampa
- Frammenti degli statuti antichi della Università di Avezzano. Colle conferme della curia baronale. Tradotti e annotati, Tommaso Brogi, Studio bibliografico Adelmo Polla, Avezzano, 1894.
- Gli statuti antichi di Avezzano nel XIV secolo, Tommaso Brogi, Adelmo Polla editore, Cerchio, ristampa anastatica, 1981.
- Gli statuti antichi di Avezzano. Aspetti giuridico-economici, Mario Di Domenico, De Cristofaro editore, Roma, 1989; seconda edizione 1997; terza edizione 2014.

## Contenuti
Gli statuti antichi di Avezzano si compongono di 17 titoli per ogni materia trattata e 149 capitoli, alcuni dei quali riguardanti materie varie e/o di seguito aggiunti e sovrascritti, di conseguenza difficilmente riconducibili ad un unico titolo.

### I titoli
Sono 17 i titoli che compongono gli statuti antichi di Avezzano. Quattro di essi risultano essere stati aggiunti successivamente al complesso originale, mentre alcune parti sono abrase e/o sovrascritte.
Comprendono prescrizioni e divieti relativi alla polizia urbana e rurale, alla giustizia, all'igiene, all'edilizia, alle attività artigianali, agricole ed economiche, riferendosi inevitabilmente anche all'uso delle monete, dei pesi e delle misure.
Di seguito la disposizione dei 17 titoli:
titolo I "Datum pro Baiuli"; titolo II De observandis per Baiulos; titolo III Pro bono statum hominum Avezanj; titolo IV De dando dato per animalia; titolo V In pratis; titolo VI Exacte super extimatoris danpnorum; titolo VII De venditione vinj; titolo VIII De venditione carnium; titolo IX De venditionem piscium; titolo X De inferentibus danpna in vineis; titolo XI De Barberijs; titolo XII De Molenarijs; titolo XIII De Furnarijs; titolo XIV De Calzularijs; titolo XV De venditione oley; titolo XVI De Calzularijs; titolo XVII De Tabernarijs.

### Le conferme
Le 49 conferme riportano l'approvazione del complesso di norme da parte di visconti, luogotenenti, capitani e commissari delegati dal feudatario. Hanno consentito di stabilire la cronologia dei duchi di Tagliacozzo e dei conti di Albe. Le conferme sarebbero riconducibili ad un arco temporale compreso tra il 17 ottobre 1434 e il 4 dicembre 1578 e si riferiscono a Odoardo Colonna, signore di Avezzano nella data della prima conferma, il 17 ottobre 1434, Jacopo Caldora (signore di Avezzano nel 1439), Giovanni Antonio Orsini (1441-1456), Napoleone Orsini insieme a Roberto Orsini (1461-1470), Roberto Orsini (1470-1479), Prospero Colonna (1479-1480), Fabrizio I Colonna (1480-1484), Gentile Virginio Orsini (1484-1486), Fabrizio I Colonna (1486-1487), Gentile Virginio Orsini (1487-1495), Fabrizio I Colonna (1497-1520), Ascanio I Colonna (1520-1556), Giovanni Carafa (1556-1557), Marcantonio II Colonna (1557-1584), signore di Avezzano nella data dell'ultima conferma, il 4 dicembre 1578.

## Datazione
Lo storico e politico avezzanese Tommaso Brogi fa risalire la datazione alla seconda metà del XIV secolo. L'arcivescovo e storico aquilano Anton Ludovico Antinori all'anno della prima conferma, il 1434. Lo storico e ricercatore Mario Di Domenico non esclude che lo statuto originale possa risalire al XIII secolo, per via della citazione della sola monetazione federiciana e la mancanza assoluta di quella angioina, considerando altresì la distruzione pressoché totale da parte degli angioini dei precedenti sigilli e documenti storici, ritenuti un pericolo per il nuovo potere. Lo storico Giuseppe Grossi concorda con Tommaso Brogi facendo risalire gli statuti alla seconda metà del XIV secolo per una serie di motivazioni storico-documentali. Prima fra tutte sarebbe l'iniziale conferma da attribuire al periodo 1309-1414 in cui la contea di Albe fu "tenuta dai Reali di Napoli e in difetto dalla Camera".